# Un po' giù
Un po' giù è un singolo del rapper Zoda, pubblicato il 16 luglio 2021.

## Tracce
1. Un po' giù – 2:34